# Gal-On (Kibbuz)
Gal-On (hebräisch גַּלְאוֹן Galʾōn) ist ein Kibbuz in Israel, welcher sich in der Schefela befindet. Der Kibbuz befindet sich etwa zehn Kilometer nordöstlich von Kiryat Gat und zwei Kilometer östlich von Beit Guvrin. Gal-On wurde 1946 im Rahmen der Elf-Punkte-Operation gegründet. Der Kibbuz hatte 2018 549 Einwohner.